# Oplacus
Oplacus (in italiano Oplace od Oplaco; ... – 280 a.C.) è stato un militare romano, di etnia frentana (tribù di origine italica della costa orientale adriatica), originario di Histonium (odierna Vasto).
Viene chiamato anche Caio Osidio Oplaco, Oplaco (Ὄπλακος) da Plutarco nelle Vite parallele, Oblaco Volsinio (Ὄβλακος Οὐλσίνιος) da Dionigi di Alicarnasso nelle Antichità romane, Osidio o Ossidio (Obsidius) da Floro.

## Battaglia di Eraclea
Nel 280 a.C. fu comandante di uno squadrone di cavalleria frentana nello schieramento romano guidato dal console Publio Valerio Levino nella Battaglia di Eraclea contro Pirro. In questa battaglia si distinse per aver aggredito direttamente il re Pirro ed essere riuscito a disarcionarlo, ma fu subito dopo ucciso dalla guardia personale del re.
Nel racconto di Plutarco (Vite parallele Pirro 16), uno dei capitani di Pirro, il macedone Leonnato, si era accorto che Oplaco aveva preso di mira Pirro, indirizzava il proprio cavallo contro di lui, ne seguiva i movimenti e disse: "Vedi lì quel barbaro, mio re, in sella a quel cavallo con le zampe bianche? Ha l'aspetto di uno che ha in mente un progetto grande e pericoloso. Ti guarda, ti ha preso di mira è pieno di coraggio e di fuoco e non si preoccupa di nessun altro. Stai attento a quell'uomo." Pirro rispose: "Leonnato è impossibile sfuggire al proprio destino. Tuttavia né questo, né altro italico avrà a che fare con me senza rimanere impunito!" Mentre i due così parlavano, l'italico afferrò la sua lancia, spronò il suo cavallo e si scagliò contro Pirro. Trafisse con la lancia il cavallo del re, contemporaneamente Leonnato accorso trafisse con la propria il suo. I due cavalli caddero, Pirro fu circondato dai suoi che lo portarono via e uccisero l'italico che si difese con coraggio.
La città di Lanciano mediante gli storici lo ricorda nelle memorie manoscritte di Giacomo Fella, Pietro Polidori e Antonio Ludovico Antinori. Gli è stata inoltre intitolata "via Oplaco Obsidius", una traversa del corso Trento e Trieste in città. 